# Venla d'or
Le Venla d'or (en finnois Kultainen Venla) est une récompense annuelle de télévision décerné à des programmes ou à des professionnels qui participent à leur création. Il est remis lors d'un gala télévisé annuel. 

## Présentation
L'Académie finlandaise de télévision (fi), une association fondée en 2010, organise le concours du Venla d'or. Le scrutin désignant les lauréats se déroule en deux phases. 
Les professionnels votent (en 2017, du 27 novembre au 11 décembre) pour désigner ceux de quinze catégories : nouvelles ou événement (ajankohtais- ja asiaohjelmasarja), programme dramatique (draamasarja), jeu télévisé (game show), émission de débat (keskusteluohjelma), comédie et programme de divertissements (komedia -ja sketsiohjelma), programme pour l'enfance et la jeunesse (lasten- ja nuortenohjelma), art de vivre (lifestyle-ohjelma), kilpailureality, seurantareality, divertissement musical (musiikkiviihde), programme d'animation (viihdeohjelma), scénariste de l'année (vuoden käsikirjoittaja), réalisateur de l'année (vuoden ohjaaja), meilleur acteur (paras miesnäyttelijä) et meilleure actrice (paras naisnäyttelijä). 
Dans une seconde phase, le public désigne les lauréats dans deux catégories : meilleur programme télévisé (paras tv-ohjelma) et meilleur artiste (paras esiintyjä). Le prochain scrutin a lieu du 14 décembre 2017 au 9 janvier 2018. 
Les lauréats reçoivent un trophée lors d'un gala télévisé (en 2018, le 12 janvier, organisé à l'Opéra national de Finlande, à Helsinki et diffusé sur la chaîne Yle TV2), sous la forme d'une statuette de nu féminin, les bras levés et portant un symbole.